# سي إل (مغنية)
لي تشاي رين (26 فبراير 1991-) مغنية، مغنية راب، كاتبة أغاني ومنتجة تسجيلات كورية جنوبية، ولدت في سول بكوريا الجنوبية وأمضت معضم حياتها المبكرة في اليابان وفرنسا ، معروفة بأسم «سي إل» (بالإنجليزية: CL)‏، تدربت لي تشاي في وكالة جاي واي بي إنترتينمنت قبل ان تنضم رسميًا لوكالة واي جي إنترتينمنت واصبحت بعد إنضمامها لوكالة واي جي عضوة رسميًا في فرقة الفتيات الكورية الجنوبية تو ني ون التي تشكلت في 2009.

## السيرة الذاتية

### 1991–2008
وُلدت لي تشاي رين في سيول بكوريا الجنوبية، لكنها قضت معظم طفولتها في باريس وتسوكوبا واليابان وطوكيو، وعندما كانت في الثالثة عشر من عمرها، انتقلت إلى باريس وحدها حيث درست هناك لمدة عامين، انضمت لي تشاي لوكالة واي جي إنترتينمنت عندما كانت في الخامسة عشرة، كان أول ظهور للي تشاي في أغنية فرقة الفتيان بيغ بانغ بأغنية "Hot issues" عام 2007 كان أول ظهور للي تشاي على المسرح في حفل «اس بي اس» في غايو دايجون كوريا الجنوبية، في عام 2008 تعاونت لي تشاي مع المغنية والممثلة أوم جونغ هوا باغنية "DJ" وكانت أول مرة تغني الراب في أغنية.

### 2009–2013: ترسيمها مع تو ني ون وبداية مسيرتها
في عام 2009 ، ترسمت لي تشاي مع فرقة «تو وني ون» الكورية الجنوبية كقائدة الفرقة ومغنية الراب الاساسية للفرقة بجانب بارك بوم ومينزي وساندرا تحت وكالة واي جي إنترتينمنت الترفيهية، حضت فرقة تو وني ون بشعبية كبيرة وخصوصًا مع اغنيتهم " Fire" و"Iam the best" واصبحن من أكثر الفرق رائجة في الكيبوب، فزن فرقة تو وني ون بجائزة «أغنية السنة» عن اغنيتهم " fire" في حفل جوائز إمنت" Asain music awards" لعام 2009،
تعاونت لي تشاي مع زميلتها مينزي بأغنية " please don't go" وحصدت الاغنية على المرتبة السادسة في مخطط غاون الموسيقي، اصدرت لي تشاي أول أغنية منفردة لها " the baddest female" في 28 مايو 2013 ، في أكتوبر 2014 ، تم الإعلان ان سي إل تخطط للظهور كفنانة منفردة العام المقبل والترويج في الولايات المتحدة، واصبح سكوتر براون مدير اعمالها في الولايات المتحدة، في 2015 تعاونت سي إل مع الفنان ديبلو بأغنية " Doctor Pepper"، في نوفمبر 2015 ، أصدرت سي أل أول أغنية منفردة لها "Hello Bitches"، كترويج لالبومها المصغر "Lifted" وتم إصدار الأغنية المنفردة من الالبوم تدعى "Lifted" في 19 أغسطس 2016 ، ظهرت الأغنية في قائمة أفضل 30 اغاني هيب هوب / راب في iTunes في غضون ثلاث ساعات من صدورها، ووصلت للمرتبة 21 ،  بعد ذلك تفكتت فرقة تو ني ون واكملت سي إل مشوارها الفني كمغنية منفردة، أشارت مجلة تايم بأن سي إل «مستقبل الكيبوب في أمريكا»، في 29 أكتوبر 2016 بدأت سي إل جولتها الأولى في أمريكا الشمالية، جولة "Hello Bitches"، في قاعة Hammerstein في مدينة نيويورك، وانتهت في تورنتو في 14 نوفمبر.
في 4 يناير 2018 ، ظهرت لأول مرة في هوليوود كممثلة في فيلم «بيتر بيرج مايل 22» الذي قام ببطولته مارك والبيرغ، في 25 فبراير 2018 ، قامت سي إل بالاداء في حفل اختتام دورة الألعاب الأولمبية الشتوية لعام 2018 في استاد Pyeongchang Olympic، وأدت أجزاء من أغنية "The Baddest Female" و"I Am the Best" .
في نوفمبر 2019 انتهى عقد سي إل مع وكالة واي جي ورفضت تجديد عقدها مع الشركة .

## روابط خارجية
سي إل على موقع IMDb (الإنجليزية)
- سي إل على موقع ميوزك برينز (الإنجليزية)
- سي إل على موقع أول ميوزيك (الإنجليزية)
- سي إل على موقع ديسكوغز (الإنجليزية)
- سي إل على موقع قاعدة بيانات الفيلم (الإنجليزية)